# 天梭型电力机车
天梭型電力機車是中国铁路的电力机车车型之一，由中国北车集团大同机车厂联合株洲电力机车研究所于2002年研制成功，也是大同机车厂生产的第一种交—直—交流电传动电力机车。天梭型电力机车是在“奥星”机车、“中华之星”电力动车组基础上改进而成的交流传动高速客运电力机车，持续功率为4,800千瓦，最高运用速度为200公里/小时，采用中国自主研制的GTO水冷牵引变流器、交流传动控制系统、牵引电动机和微机控制系统。

## 发展历史

### 研制
2002年，中国北车集团大同机车厂与中国南车集团株洲电力机车厂、株洲电力机车研究所、青岛四方机车车辆厂等单位参与了中国第九个五年计划铁路科技攻关重点项目，联合研制了时速270公里/小时等级的DJJ2型“中华之星”电力动车组，其中两台动力车分别由大同机车厂和株洲电力机车厂制造。同年，根据中国铁路客运提速的需要，中国北车集团自行设立了开发时速200公里/小时交流传动高速客运电力机车的重点科研项目，并由大同机车厂和株洲电力机车研究所联合研制。
新型机车被命名为“天梭”（Tech-Speed），最高运用速度为200公里/小时，机车牵引功率为4800千瓦，单轴功率达到1200千瓦；机车总体结构基本继承自DJ2型“奥星”电力机车和DJJ2型“中华之星”电力动车组动力车，采用了国产化的GTO水冷牵引变流器、牵引电动机、网络控制系统等；机车主要用于既有干线客运牵引和高速专线牵引。

### 试验
2002年12月26日，天梭型电力机车于大同机车厂完成组装，并开始进行厂内调试和试运行；机车原计划于2003年初送往中国铁道科学研究院北京环形铁道试验基地进行型式试验和性能试验，但受到当时在中国爆发的SARS疫情影响，试验工作被迫延迟。随着疫情消退，天梭型机车于同年10月被送往北京进行各种试验。2004年7月，天梭型电力机车配属郑州铁路局郑州机务段京广车队投入运用考核，主要担当郑州至漯河、平顶山东、安阳、新乡区段的旅客列车牵引任务。2006年，天梭型电力机车完成了10万公里运行考核后，封存于郑州机务北段储备场（郑州北站下行出发场附近），至2013年初转移到郑州机务段封存。

## 技术特点

### 总体布置
天梭型电力机车是四轴高速客运电力机车，适用于供电制式为25千伏工频单相交流电的电气化铁路，机车轴式Bo-Bo，持续功率4,800千瓦，设计最高运用速度为200公里/小时。机车总体布置类似DJ2型“奥星”电力机车，采用轻量化整体承载式焊接车体结构及夹层式铝合金顶盖，设中间贯穿走廊、双端司机室；车头采用光滑流线型外形，车体两侧下部设有裙板。车顶装有两台德国斯特曼公司（Stemmann）的DSA250型单臂式受电弓、以及高压隔离开关、接地装置等；真空断路器等高压组件均置于车内。
总体设计采用了集成化、模块化的设计，车内设备以分室斜对称、屏柜化布置，由前至后分别为Ｉ端司机室、设备Ｉ室、主变流室、设备ＩＩ室、ＩＩ端司机室。司机室内设有符合人机工程学设计和中国铁道部规范化的司机操纵台。主变流室内设有主变流柜、主冷却柜。设备室内设有控制电源柜、电空制动柜、辅助变流柜、牵引通风柜、列车供电柜等设备。机车采用了大同电力机车厂自行开发的JDFP-6272/75型卧式牵引变压器，安装于车底中部，与电抗器共用冷却油箱。机车采用车体独立通风方式，从车顶顶盖夹层风道吸入冷风，向发热部件冷却后从车底排出，并维持机械间呈微正压，改善机车防尘效果及防寒性能。机车采用DK-1型机车电空制动机、克诺尔螺杆式空气压缩机，并设有电空联合制动功能，能同时实施空气制动和再生制动。

### 机车主电路
天梭型电力机车是交—直—交流电传动的单相工频交流电力机车。接触网导线上的25千伏单相工频交流电电流，经受电弓进入机车后经过主断路器再进入主变压器，交流电经过主变压器的四个牵引绕组后进入主变流器，分别向四个四象限脉冲整流器供电并整流为直流电，其中每两个四象限整流器并联输出，然后共用一个电压为2800伏的中间直流环节回路，再由一个电压型PMW逆变器转换成三相交流电输出，分别向每个转向架上的两台异步牵引电机并联供电，使牵引电动机产生转矩，将电能转变为机械能，经过齿轮的传递驱动轮对。
机车采用了株洲电力机车研究所开发的国产交流传动系统，包括大功率主变流器、异步交流牵引电动机、微机网络控制系统，与DJ2型电力机车大致相同。TEP28WG01型牵引主变流器由四象限整流器、中间直流回路、PMW逆变器三个部分组成，变流器设计容量为3500kVA，功率控制器件为GTO元件（4500V／3000A），冷却介质为乙二醇和高纯水的混合物。机车采用鼠笼式三相异步牵引电动机，额定功率为1225千瓦，采用直接转矩控制。TEC01B型国产分布式微机网络控制系统借鉴了Adtranz公司“MITRAC”系统，采用符合列车通讯网络（TCN）标准的多功能车辆总线（MVB）和绞线式列车总线（WTB），具有控制、通信、诊断显示功能。

### 辅助电路
天梭型电力机车采用交流辅助电路系统，模式与DJ2型机车大致相同。机车上设有一台TGF9A型辅助变流器。每台辅助变流器容量为100kVA，由一套整流模块、两套逆变模块、两套EMC滤波器、控制箱及电抗器组成。整流器采用晶闸管半控桥电路；逆变器采用电压型逆变电路，功率开关器件为IGBT，每台逆变器容量为70kVA，输出380伏三相交流电。此外，机车并装设有TGF7A型列车供电柜，用于向列车提供两路600伏直流电源，输出功率为2×400千瓦。

### 转向架
机车走行部为两台二轴转向架，是由DJJ1型“蓝箭”电力动车组、DJJ2型“中华之星”电力动车组的动力车高速转向架发展而来，结构大致相同，主要差异在于轴距和牵引电动机悬挂方式。天梭型机车转向架固定轴距为2650毫米，而“蓝箭”、“中华之星”动力车固定轴距为3000毫米；天梭型机车采用与DJ2型机车相同的六连杆轮对空心轴弹性传动装置、牵引电动机架悬式全悬挂、单边刚性直齿传动，而其余两者采用半体悬式牵引电动机。转向架采用单拉杆轴箱定位，一系悬挂为轴箱两侧螺旋钢弹簧和橡胶垫，配有垂向油压减震器；二系悬挂为高柔度螺旋圆弹簧配橡胶垫；车体和构架之间并设有垂向减振器、横向减振器和抗蛇行减振器的组合。牵引力或制动力通过中间低位推挽式牵引装置传递。

## 参看
- DJ型电力机车
- DJ1型电力机车
- DJ2型电力机车
- DJJ1型电力动车组
- DJJ2型电力动车组